# Tobias Kastlunger
Tobias Kastlunger (9 settembre 1999) è uno sciatore alpino italiano.

## Biografia
Specialista delle prove tecniche originario di Marebbe e attivo dal novembre del 2015, Kastlunger ha esordito in Coppa Europa il 4 dicembre 2018 a Funäsdalen in slalom gigante, senza qualificarsi per la seconda manche, e ai successivi Mondiali juniores di Val di Fassa 2019 ha vinto la medaglia d'argento nella medesima specialità; ha debuttato in Coppa del Mondo il 21 dicembre 2020 in Alta Badia in slalom speciale, senza qualificarsi per la seconda manche, e ai Campionati mondiali a Courchevel/Méribel 2023, dove si è classificato 15º nello slalom speciale e 7º nella combinata. Ai Mondiali di Saalbach-Hinterglemm 2025 si è piazzato 6º nella combinata a squadre e non ha portato a termine lo slalom speciale; non ha preso parte a rassegne olimpiche.

## Palmarès

### Mondiali juniores
- 1 medaglia:
  - 1 argento (slalom gigante a Val di Fassa 2019)

### Coppa del Mondo
- Miglior piazzamento in classifica generale: 83º nel 2025

### Coppa Europa
- Miglior piazzamento in classifica generale: 36º nel 2025

### South American Cup
- Miglior piazzamento in classifica generale: 12º nel 2023
- 2 podi:
  - 1 secondo posto
  - 1 terzo posto

### Campionati italiani
- 4 medaglie:
  - 3 argenti (slalom speciale nel 2022; combinata nel 2023; slalom speciale nel 2024)
  - 1 bronzo (combinata nel 2021)